# Hugó Gecse
Hugó Gecse (* 11. Januar 1995 in Miercurea Ciuc) ist ein rumänischer Eishockeyspieler, der beim HSC Csíkszereda unter Vertrag steht, für den er seit 2012 in der multinationalen Erste Liga spielt.

## Karriere

### Club
Hugó Gecse, der der ungarischsprachigen Minderheit der Szekler in Rumänien angehört, begann seine Karriere beim HSC Csíkszereda. Mit Ausnahme einiger Monate, die er 2012 bei der Juniorenmannschaft Phönix in der ungarischen U18-Liga verbrachte, spielte er bisher ausschließlich für den traditionellen Klub der Szekler. Zunächst war er in rumänischen und ungarischen Nachwuchsligen aktiv, bevor er 2011 sein Debüt in der rumänischen Eishockeyliga gab. Seit 2012 spielt er mit der Mannschaft auch in der multinationalen MOL Liga. 2018 wurde er mit dem Klub rumänischer Meister und Pokalsieger. 2020, 2021 und 2022 gewann er mit dem Klub die Erste Liga und 2022 erneut auch die rumänische Meisterschaft.

### International
Gecse spielt international im Gegensatz zu anderen Szeklern, die für Ungarn antreten, für sein Geburtsland Rumänien. Bereits im Juniorenbereich war er bei Weltmeisterschaften aktiv: Bei den U-18-Weltmeisterschaften 2011, 2012 und 2013 spielte er ebenso wie bei den U-20-Weltmeisterschaften 2013, 2014 und 2015 in der Division II.
Sein Debüt in der Herren-Nationalmannschaft gab Gecse bei der Weltmeisterschaft 2016 in der Division I, in der er auch 2018 und 2023 spielte. Nach dem zwischenzeitlichen Abstieg spielte er bei der Weltmeisterschaft 2017, als der sofortige Wiederaufstieg gelang, in der Division II. Zudem vertrat er sein Geburtsland bei der Olympiaqualifikation für die Winterspiele in Peking 2022.

## Erfolge
- 2017 Aufstieg in die Division I, Gruppe B, bei der Weltmeisterschaft der Division II, Gruppe A
- 2018 Rumänischer Meister und Pokalsieger mit dem HSC Csíkszereda
- 2020 Gewinn der Ersten Liga mit dem HSC Csíkszereda
- 2021 Gewinn der Ersten Liga mit dem HSC Csíkszereda
- 2022 Gewinn der Ersten Liga und rumänischer Meister mit dem HSC Csíkszereda

## MOL/Erste Liga-Statistik
(Stand: Ende der Saison 2022/23)